# Isole Chuuk
Le Isole Chuuk (anche Truk) sono un atollo, gruppo di isole appartenenti allo Stato federale di Chuuk, uno degli Stati Federati di Micronesia nelle Isole Caroline.
Sono composte dalle isole Faichuk e Nomoneas, situate all'interno della laguna Chuuk e dall'atollo Neoch.